# Susan Wojcicki
Susan Diane Wojcicki (Santa Clara, Kalifornia, 1968. július 5. – 2024. augusztus 9.) amerikai üzletasszony, aki leginkább a Google és a YouTube vezérigazgatójaként vált ismertté. Kulcsszerepet játszott a Google korai sikereiben, és jelentősen hozzájárult a YouTube fejlődéséhez.

## Élete és pályafutása
Wojcicki 1968-ban született Kaliforniában. A Harvard Egyetemen történelmet és irodalmat tanult, majd a Santa Cruz-i Kaliforniai Egyetemen szerzett mesterfokozatot közgazdaságtanból.
1998-ban csatlakozott a Google-hoz mint a cég 16. alkalmazottja. Ő adta bérbe a garázsát Larry Page-nek és Sergey Brinnek, a Google alapítóinak, ami a vállalat első irodájaként szolgált. Wojcicki kulcsszerepet játszott olyan termékek fejlesztésében, mint a Google AdSense és a Google Analytics.
2006-ban ő javasolta a YouTube felvásárlását a Google számára. 2014-ben kinevezték a YouTube vezérigazgatójává, amely pozíciót 2023-ig töltötte be. Vezetése alatt a platform jelentős növekedésen ment keresztül.

## Magánélete és halála
Wojcicki 1998-ban házasodott össze Dennis Troperrel, akitől öt gyermeke született. 2023-ban visszavonult a munkától, hogy a családjára és egészségére koncentráljon.
2024. augusztus 9-én, 56 éves korában hunyt el. Halálhírét férje, Dennis Troper erősítette meg egy Facebook-bejegyzésben, amelyben „briliáns elmének, szerető anyának és sokak kedves barátjának” nevezte elhunyt feleségét.

## Hatása és öröksége
Wojcicki úttörő szerepet játszott a technológiai iparágban. Munkássága nagyban hozzájárult a Google és a YouTube sikeréhez, valamint a digitális hirdetési piac fejlődéséhez. Gyakran emlegették őt a „legbefolyásosabb nők” listáin a technológiai szektorban.
Vezérigazgatói karrierje során a YouTube sokszínűbb lett: sokat tett a nők egyenjogúsága érdekében. Nőtt a női és zsidó alkalmazottak száma. Ugyanakkor számos botrányba keveredett: például védelmébe vette Logan Pault, miután hatalmas médiavisszhangot kiváltó videót készített, amelyben egy öngyilkos férfi holtteste szerepel.
Wojcicki vezetése alatt a YouTube jelentős növekedést ért el, de szembesült a tartalom moderálásával és a félretájékoztatással kapcsolatos kihívásokkal is.